# Episodi di Star Wars: The Clone Wars (quarta stagione)

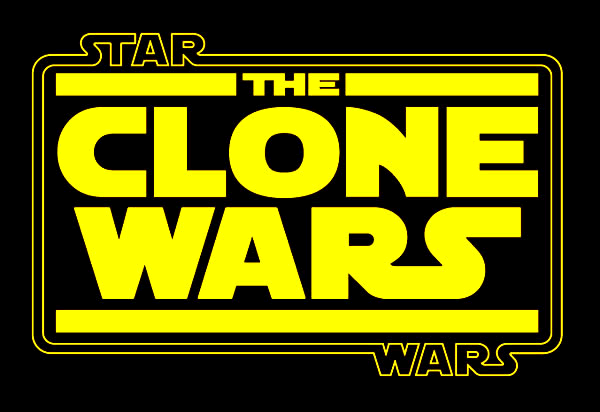
Logo della serie

La quarta stagione della serie animata Star Wars: The Clone Wars, sottotitolata Battle Lines e composta da 22 episodi, è stata trasmessa per la prima volta negli Stati Uniti su Cartoon Network dal 16 settembre 2011 al 16 marzo 2012.
In Italia, la stagione è stata trasmessa sul canale Cartoon Network in due parti separate: la prima metà (episodi 1-11) è stata trasmessa dal 23 marzo al 3 giugno 2012, mentre la seconda metà (episodi 12-22) è stata trasmessa dall'autunno 2012 al 1º gennaio 2013. I titoli ufficiali degli episodi sono stati indicati nella versione italiana in DVD della stagione.
| n° (assoluto) | n° (stagione) | Titolo originale       | Titolo italiano              | Prima TV USA      | Prima TV Italia |
| ------------- | ------------- | ---------------------- | ---------------------------- | ----------------- | --------------- |
| 67            | 1             | Water War              | Guerra negli abissi          | 16 settembre 2011 | 23 marzo 2012   |
| 68            | 2             | Gungan Attack          | L'attacco dei gungan         | 16 settembre 2011 | 30 marzo 2012   |
| 69            | 3             | Prisoners              | Prigionieri                  | 23 settembre 2011 | 6 aprile 2012   |
| 70            | 4             | Shadow Warrior         | Il guerriero ombra           | 30 settembre 2011 | 13 aprile 2012  |
| 71            | 5             | Mercy Mission          | Missione umanitaria          | 7 ottobre 2011    | 20 aprile 2012  |
| 72            | 6             | Nomad Droids           | Droidi nomadi                | 14 ottobre 2011   | 27 aprile 2012  |
| 73            | 7             | Darkness on Umbara     | Le tenebre di Umbara         | 28 ottobre 2011   | 4 maggio 2012   |
| 74            | 8             | The General            | Il generale                  | 4 novembre 2011   | 11 maggio 2012  |
| 75            | 9             | Plan of Dissent        | Insubordinazione             | 11 novembre 2011  | 20 maggio 2012  |
| 76            | 10            | Carnage of Krell       | La carneficina di Krell      | 18 novembre 2011  | 27 maggio 2012  |
| 77            | 11            | Kidnapped              | Il prezzo del pacifismo      | 25 novembre 2011  | 3 giugno 2012   |
| 78            | 12            | Slaves of the Republic | Gli schiavi della Repubblica | 2 dicembre 2011   | 2012            |
| 79            | 13            | Escape from Kadavo     | Fuga da Kadavo               | 6 gennaio 2012    | 2012            |
| 80            | 14            | A Friend in Need       | Un amico in difficoltà       | 13 gennaio 2012   | 2012            |
| 81            | 15            | Deception              | Il volto dell'inganno        | 20 gennaio 2012   | 2012            |
| 82            | 16            | Friends and Enemies    | Amici e nemici               | 27 gennaio 2012   | 2012            |
| 83            | 17            | The Box                | Il cubo                      | 3 febbraio 2012   | 2012            |
| 84            | 18            | Crisis on Naboo        | L'enigma della verità        | 10 febbraio 2012  | 2012            |
| 85            | 19            | Massacre               | La vendetta di Dooku         | 24 febbraio 2012  | 2012            |
| 86            | 20            | Bounty                 | Mercenari                    | 2 marzo 2012      | 1º gennaio 2013 |
| 87            | 21            | Brothers               | Fratelli                     | 9 marzo 2012      | 1º gennaio 2013 |
| 88            | 22            | Revenge                | Vendetta                     | 16 marzo 2012     | 1º gennaio 2013 |

## Guerra negli abissi
- Titolo originale: Water War
- Diretto da: Duwayne Dunham
- Scritto da: Jose Molina
- Incipit: «Quando il destino chiama, i prescelti non hanno scelta.»

### Trama
La tensione nel mondo oceanico di Mon Calamari, tra i Quarren e i Mon Calamari è alle stelle dopo che il re dei Mon Calamari è stato trovato misteriosamente assassinato e suo figlio Lee-Char ha preso il suo posto così Anakin e Padmé vengono inviati per mediare la pace. Il loro arrivo non è visto di buon occhio dai Quarren che hanno come ambasciatore Tamson un separatista e abbandonano quindi la discussione, così Padmé, Anakin e Ackbar informano il consiglio Jedi che invia in loro aiuto Kit-Fisto, Ahsoka e delle armate di cloni. I due popoli radunano i rispettivi eserciti e la guerra civile impazza, la prima battaglia termina con la ritirata dei Quarren mentre la seconda con la ritirata dei Mon Calamari.
- Ascolti USA: telespettatori 1.93 milioni[5]

Note
- Il titolo originale dell'episodio (Water War) ricorda il nome del film Waterworld con Kevin Costner.
- In questo episodio fa la sua prima apparizione Gial Ackbar, personaggio che ricomparirà ne Il ritorno dello Jedi, terzo film della trilogia originale.
- Ad un certo punto Ackbar dice "È un attacco" (It's an Attack) che ricorda la famosa frase "È una trappola" (It's a Trap) pronunciata dallo stesso personaggio nel film Il ritorno dello Jedi.

## L'attacco dei gungan
- Titolo originale: Gungan Attack
- Diretto da: Brian Kalin O'Connell
- Scritto da: Jose Molina
- Incipit: «Solo attraverso il fuoco si forgia una spada forte.»

### Trama
Il conte Dooku ordina ai Quarren di internare tutti i prigionieri in campi di lavoro comprese le donne e i bambini, invia nuove truppe e ordina di aspettare la mossa della repubblica. Intanto il consiglio Jedi impossibilitato ad inviare un nuovo esercito clone chiede aiuto ai Gungan.
Nel frattempo i Jedi si dividono: Ackbar, Anakin e le senatrici distruggono l'edificio radar dei Quarren mentre il principe, Fisto e Ahsoka si rifugiano nelle grotte. Con l'arrivo dei Gungan i Mon Calamari fino a quel momento in netta difficoltà prendono il sopravvento. Così Tamson decide di usare i rinforzi inviati da Dooku, riuscendo a ribaltare la situazione e a catturare tutti eccetto Ahsoka e il principe.
- Ascolti USA: telespettatori 1.93 milioni[5]

## Prigionieri
- Titolo originale: Prisoners
- Diretto da: Danny Keller
- Scritto da: Jose Molina
- Incipit: «I troni si ereditano, i regni si guadagnano.»

### Trama
Dooku ordina di catturare ad ogni costo il principe, intanto Anakin, Fisto, Ackbar, Padmé e Jar Jar vengono tenuti prigionieri e torturati per sapere dove si trova il principe senza risultati. Una volta informato Dooku, il senatore dei Quarren chiede di terminare la guerra per cominciare la ricostruzione ma il conte non lo ascolta e inoltre arrivano i soldati di Tamson. Ahsoka e Lee-Char si infiltrano nel campo di prigionia per dare nuova speranza agli abitanti e per parlare con Ackbar, ma vengono visti e portati al cospetto di Tamson dove cercano di convincere i Quarren a combattere insieme ai Mon Cala. Tamson dopo essersi nominato sovrano del pianeta decreta la pubblica esecuzione di Lee-Char, ma durante l'esecuzione i Quarren si ribellano e cominciano una battaglia assieme ai Mon Cala contro l'esercito di Tamson. Battaglia che termina con la vittoria del popolo di Mon Cala e con la successiva incoronazione di Lee-Char come re del pianeta.
- Ascolti USA: telespettatori 1.61 milioni[8]
- Nota: lo scontro finale fra il principe Lee-Char e il generale Separatista Riff Tamson, riprende alcune sequenze dello scontro finale con lo squalo nel film Lo squalo del 1975 diretto da Steven Spielberg.

## Il guerriero ombra
- Titolo originale: Shadow Warrior
- Diretto da: Brian Kalin O'Connell
- Scritto da: Daniel Arkin
- Incipit: «Chi è veramente una persona non si vede con gli occhi.»

### Trama
Sul pianeta Naboo la convinvenza tra i Gungan e gli abitanti in superficie diventa sempre più difficile, delle voci su una possibile alleanza tra i Gungan e i separatisti per un attacco a Theed costringono Anakin e Padmé a recarsi su Naboo per negoziare la pace. Arrivati al cospetto di Lyonie scoprono che è sotto l'influenza del ministro Rish Loo in accordo col conte Dooku. Jar Jar travestito da Lyonie annulla la marcia su Theed e viene quindi chiamato al cospetto di Grievous. Anakin nel frattempo insegue Rish Loo, mentre i Gungan catturano Grievous. Dooku per ordine di Sidious cattura Anakin e uccide Rish Loo per chiedere uno scambio che Padmé convinta dai Gungan accetta.
- Ascolti USA: telespettatori 1.56 milioni[10]

## Missione umanitaria
- Titolo originale: Mercy Mission
- Diretto da: Danny Keller
- Scritto da: Bonnie Mark
- Incipit: «Comprendere significa rendere onore alla verità sotto la superficie.»

### Trama
Il pianeta di Aleen è sconvolto da catastrofici terremoti così, una nave Jedi si reca sul pianeta per consegnare le provviste agli abitanti. Durante la missione R2-D2 e C-3PO rimangono intrappolati nel sottosuolo e al cospetto di Orphne scoprono che i terremoti sono causati dalla popolazione del sottosuolo per cercare di difendersi dall'aria letale della superficie. R2-D2 e C-3PO riescono a tornare in superficie e a chiudere il varco fra i due popoli salvandoli entrambi.
- Ascolti USA: telespettatori 1.35 milioni[12]
- Nota: Nella guida agli episodi on-line, il titolo di questo episodio ha lo slogan, "The Droids Are In Trouble Again!". "In Trouble Again" era il titolo della sigla della serie televisiva animata Droids Adventures.[11]

## Droidi nomadi
- Titolo originale: Nomad Droids
- Diretto da: Steward Lee
- Scritto da: Steve Mitchell, Craig Van Sickle
- Incipit: «Chi è più pazzo, il pazzo o il pazzo che lo segue?»

### Trama
Dopo aver salvato Aleen R2-D2 e C-3PO salgono sull'incrociatore di Adi Gallia, subiscono un attacco da parte del perfido generale Grievous. Così i due droidi salgono su una navicella, vengono colpiti e si rifugiano su due pianeti dopodiché finiscono le loro energie e vengono catturati da una banda di pirati. Grievous, che intanto ha catturato Adi Gallia, incrocia la nave pirata, ordina la sua distruzione e i due droidi riescono così a salire sull'incrociatore separatista. Nel frattempo Plo Koon arriva sulla nave per salvarli e Grievous fugge.
- Ascolti USA: telespettatori 1.67 milioni[14]
- Nota: l'incipit dell'episodio («Chi è più pazzo, il pazzo o il pazzo che lo segue?») è ripreso da una frase di Obi-Wan Kenobi, rivolto ad Ian Solo, nel film Guerre stellari.

## Le tenebre di Umbara
- Titolo originale: Darkness on Umbara
- Diretto da: Steward Lee
- Scritto da: Matt Michnovetz
- Incipit: «Il primo passo verso la fedeltà è la fiducia.»

### Trama
La Repubblica riesce a rompere il blocco separatista sul sistema di Umbara e sbarca sul pianeta per cercare di conquistarlo. Anakin e Obi Wan si dividono in due gruppi, ma trovano la resistenza non solo degli abitanti ma di tutto il pianeta. In difficoltà Skywalker viene soccorso da Krell che gli dice anche che Palpatine ha disposto il suo rientro su Coruscant.
- Ascolti USA: telespettatori 1.78 milioni[16]
- Nota: nell'episodio, quando il generale Krell sgrida il Capitano Rex, egli si riferisce a lui come "CT-7567", anche se Rex, essendo un capitano, dovrebbe avere il numero CC-7567, secondo molte fonti. Questo stesso errore si ripete anche quando Krell si rivolge a Fives come "ARC-5555", anche se Fives detiene la designazione CT-27-5555. Il sito StarWars.com ha poi confermato che il numero di Rex è CT-7567.

## Il generale
- Titolo originale: The General
- Diretto da: Walter Murch
- Scritto da: Matt Michnovetz
- Incipit: «Il percorso dell'ignoranza è guidato dalla paura.»

### Trama
Krell comanda alla squadra di Rex di continuare l'avanzata verso la base nemica nonostante le numerose perdite. Il capitano convinto da Fives e gli altri cloni escogita un piano alternativo per infiltrarsi nelle file nemiche nonostante il parere contrario dello Jedi, il piano funziona e Krell ordina così l'avanzata del resto delle truppe rimproverando però Rex.
- Ascolti USA: telespettatori 1.56 milioni[17]

Note
- Come in Le tenebre di Umbara, quando il generale Krell rimprovera il Capitano Rex, egli si riferisce a lui come "CT-7567", anche se il numero originale di Rex era CC-7567.
- Appo appare come un sergente e non nel grado di comandante come nel film La vendetta dei Sith. Quando Appo parla al generale Krell, la sua voce non è stata modificata per rendere il suono della sua voce che si sente mentre indossa il casco.
- Verso la fine dell'episodio, c'è un fotogramma dove il generale Krell non ha la barba ed ha il mento rasato, poi, pochi secondi dopo, torna ad avere la barba. Questo è stato probabilmente un errore di produzione.
- Quando Hardcase sta oltrepassando il recinto, dice, "Preferisco una scontro frontale a tutte queste azioni furtive". Questo sarebbe stato detto anni dopo da Ian Solo quando si trova nascosto a bordo della Morte Nera in Guerre stellari.

## Insubordinazione
- Titolo originale: Plan of Dissent
- Diretto da: Kyle Dunlevy
- Scritto da: Matt Michnovetz
- Incipit: «L'uomo saggio guida, l'uomo forte obbedisce.»

### Trama
Dopo che la base appena conquistata viene completamente isolata dal pianeta, Krell ordina ai cloni un piano molto rischioso per la conquista della capitale. Così alcuni cloni disobbediscono agli ordini del Jedi ma, nonostante il loro piano alternativo abbia successo, vengono imprigionati per essere portati davanti alla corte marziale.
- Ascolti USA: telespettatori 1.80 milioni[19]

Note
- In una scena ambientata al di fuori della base aerea Umbarana, quando Fives, Jesse e Hardcase si avvicinano a Rex per informarlo del loro piano, Jesse era in piedi sulla destra Five, mentre Hardcase era alla sua sinistra. Nella ripresa successiva però, le loro posizioni sono state scambiate.
- Inoltre, nella scena volo con Five, Jesse e Hardcase, Jesse esprime il suo disagio, ma quando Five risponde, lo chiama "Hardcase", non "Jesse".
- Nell'ultima scena, sono assenti le striature dal casco di Jesse.

## La carneficina di Krell
- Titolo originale: Carnage of Krell
- Diretto da: Kyle Dunlevy
- Scritto da: Matt Michnovetz
- Incipit: «Le nostre azioni definiscono il nostro lascito.»

### Trama
Dopo che Fives e Jesse hanno disobbedito ai suoi ordini, Krell ordina a Rex di eliminarli. I soldati si rifiutano però di giustiziare i propri compagni. Dopo aver scoperto un piano malefico di Krell i cloni si ammutinano e arrestano lo jedi per crimini contro la repubblica. Krell durante la detenzione ammette di essere passato dalla parte di Dooku, così i cloni decidono di ucciderlo. Intanto Kenobi riferisce di aver preso la capitale.
- Ascolti USA: telespettatori 1.62 milioni[21]

Note
- Menzionato per la prima volta nell'articolo "Piattaforma di lancio" di Star Wars Insider 129, l'episodio è stato erroneamente presentato come La carneficina di Krall. Sul sito StarWars.com è stato chiarito che il nome corretto dell'episodio sarà La carneficina di Krell.[22]
- Quando Tup spara a Pong Krell, spara due colpi, ma Krell ne devia tre dalla direzione di Tup. Dopo che i soldati tentano di arrestare Krell, lui salta fuori dalla finestra con la sua spada laser blu nella mano destra, ma quando atterra la spada laser è invece verde.
- Mentre Rex e i suoi uomini marciano alla torre, Rex si trova nel centro del gruppo come Anakin quando marcia con i cloni al Tempio Jedi in Episodio III.
- Quando i cloni si preparano ad arrestare Krell, lui dice "È tradimento", e comincia ad infuriarsi. Anche questa scena è un richiamo a La vendetta dei Sith quando Mace Windu tenta di arrestare il Cancelliere Supremo Palpatine.
- Chris Glenn ha sviluppato il completo alfabeto di Umbara per questo episodio.
- Durante la battaglia contro Pong Krell, in alcune scene la sua spada laser doppia verde sembra essere gialla.

## Il prezzo del pacifismo
- Titolo originale: Kidnapped
- Diretto da: Kyle Dunlevy
- Scritto da: Henry Gilroy, Steven Melching
- Incipit: «Dove andiamo è sempre lo specchio di dove veniamo.»

### Trama
I coloni di Kiros hanno creato una società neutrale e senza armi. I separatisti invadono il pianeta e prendono in ostaggio la popolazione allora Yoda invia Obi-Wan, Anakin e Ahsoka sul pianeta per salvarli. Mentre Anakin e Ahsoka si affrettano a disattivare tutte le bombe piazzate dai separatisti, Obi-Wan combatte con Darts D'Nar, uno schiavista zygerriano a capo della spedizione. Quest'ultimo viene sconfitto e cerca di fuggire ma viene fermato da Anakin e Ahsoka senza rivelare però la posizione dei coloni che non si trovano più sul pianeta.
- Ascolti USA: telespettatori 1.57 milioni[24]

## Gli schiavi della Repubblica
- Titolo originale: Slaves of the Republic
- Diretto da: Brian Kalin O'Connell
- Scritto da: Henry Gilroy, Steven Melching
- Incipit: «Chi fa schiavo gli altri, diventa irrimediabilmente schiavo di se stesso.»

### Trama
Anakin, Ahsoka e Obi-Wan si recano su Zygerria per trovare gli abitanti di Kiros. Dopo essere stati scoperti Obi-Wan e Ahsoka vengono catturati ed imprigionati mentre Anakin viene costretto dalla regina ad essere la sua guardia del corpo. Inoltre la regina lo mette di fronte ad una scelta: restare al suo fianco di sua spontanea volontà così da liberare i suoi amici o essere costretto a rimanerci così che i tre vivano come schiavi.
- Ascolti USA: telespettatori 1.37 milioni[26]

Note
- L'episodio riprende fedelmente il fumetto in sei parti Slaves of the Republic, uscito tra il 2008 e il 2009, che fa parte della serie The Clone Wars della Dark Horse Comics.
- La scena in cui Anakin fa un saluto ad R2 per segnalargli di espellere la sua spada laser è un omaggio al film Il ritorno dello Jedi, con Obi-Wan che è al posto di Ian, Rex al posto di Lando, Anakin è Luke, la Regina è Jabba, Ahsoka è al posto di Leila e R2 ha lo stesso ruolo che aveva nel film.

## Fuga da Kadavo
- Titolo originale: Escape from Kadavo
- Diretto da: Danny Keller
- Scritto da: Henry Gilroy, Steven Melching
- Incipit: «Una grande speranza può venire da piccoli sacrifici.»

### Trama
Dopo che la regina zygerriana viene quasi uccisa da Dooku, Anakin riesce a trarla in salvo e a farsi dire dove si trovano gli schiavi. Insieme ad Ahsoka e R2 si reca quindi su Kadavo riuscendo a liberare Obi-Wan e gli abitanti di Kiros che decidono di unirsi alla Repubblica.
- Ascolti USA: telespettatori 1.39 milioni[28]

Note
- Nel periodo in cui Obi-Wan lavora nelle miniere con gli schiavi si possono sentire diverse urla e grida riprese dal film Indiana Jones e il tempio maledetto.
- Nel DVD della quarta stagione, è inclusa la versione "director's cut" dell'episodio.

## Un amico in difficoltà
- Titolo originale: A Friend in Need
- Diretto da: Dave Filoni
- Scritto da: Christian Taylor
- Incipit: «L'amicizia mostra chi noi siamo in realtà.»

### Trama
Lux Bonteri, figlio della senatrice separatista Mina Bonteri, indice una conferenza tra separatisti e membri della Repubblica. Ahsoka viene mandata sul pianeta Mandalore per sovrintendere all'incontro. All'insaputa di Ahsoka, Lux vuole unirsi alla Ronda della Morte di Pre Vizsla per uccidere Dooku. Ahsoka si finge la sua ragazza, ma quando Lux vede i Mandaloriani dar fuoco alle case dei civili, egli decide di opporsi all'alleanza. Ahsoka si rivela una Jedi e, grazie all'intervento di R2-D2, riesce a salvare Lux, il quale era in cerca di vendetta per la morte della madre.
- Ascolti USA: telespettatori 1.51 milioni[30]
- Nota: secondo lo sceneggiatore Brent Friedman, l'episodio era originariamente una parte di un arco di storia più ampio che avrebbe dovuto comprendere gli episodi di Un vecchio amico, L'ascesa di Clovis e Crisi al cuore. Tuttavia, l'arco fu infine diviso e gli episodi riguardanti Clovis inseriti nella sesta stagione.

## Il volto dell'inganno
- Titolo originale: Deception
- Diretto da: Kyle Dunlevy
- Scritto da: Brent Friedman
- Incipit: «Tutte le guerre si basano sull'inganno.»

### Trama
Obi-Wan finge la sua morte per mano di Rako Hardeen e con la complicità di Yoda e Mace Windu si reca sotto copertura in un carcere dove sono detenuti Moralo Eval e Cad Bane per scoprire qualcosa sul piano di rapimento del cancelliere. Dopo essersi guadagnato la fiducia dei due riesce a farli evadere dal carcere. Anakin distrutto decide, insieme ad Ahsoka, di inseguire i tre fuggitivi per vendicare la morte del suo maestro.
- Ascolti USA: telespettatori 2.12 milioni[32]
- Nota: quando parla con Mace Windu e Yoda nella prigione, Obi-Wan utilizza il nome in codice di Ben, un riferimento al nome che userà mentre si trova in esilio su Tatooine.

## Amici e nemici
- Titolo originale: Friends and Enemies
- Diretto da: Bosco Ng
- Scritto da: Brent Friedman
- Incipit: «Tieniti stretti gli amici ma ancora più stretti tieniti i nemici.»

### Trama
Dopo essere fuggiti dalla prigione Obi-Wan, Bane ed Eval viaggiano per la galassia in direzione di Serenno, inseguiti però da Anakin e Ahsoka. Dopo una lotta tra i due, Obi-Wan riesce a far capire ad Anakin la sua vera identità senza mettere a rischio la copertura. Skywalker decide quindi di lasciare fuggire i cacciatori.
- Ascolti USA: telespettatori 1.62 milioni[34]

Note
- Il casco scelto da Obi-Wan mentre è in incognito è una versione ricolorata di un concept art per il casco di Boba Fett.
- Quando Cad Bane, Eval e Obi-Wan sono nel negozio di Pablo, si può intravedere un casco di un clone della Fase I.
- Il doppiatore di Pablo è Matt Lanter, che presta la voce anche ad Anakin Skywalker.
- Quando Cad Bane è alla ricerca di un nuovo cappello, considera di prendere la fedora di Indiana Jones.

## Il cubo
- Titolo originale: The Box
- Diretto da: Kyle Dunlevy
- Scritto da: Brent Friedman
- Incipit: «Il forte sopravvive, il nobile vince.»

### Trama
Obi-Wan, Bane ed Eval arrivano finalmente su Serenno. Sul pianeta il conte Dooku ha organizzato una sfida all'ultimo sangue tra cacciatori di taglie all'interno di un cubo, a cui partecipano anche Cad Bane e Obi-Wan sotto le sembianze di Rako Hardeen, per trovare i cinque migliori. Obi-Wan riesce con l'astuzia a superare tutte le prove. Anche Bane sopravvive e viene messo a capo dell'operazione che avrà come obbiettivo il rapimento del cancelliere Palpatine.
- Ascolti USA: telespettatori 1.80 milioni[36]

## L'enigma della verità
- Titolo originale: Crisis on Naboo
- Diretto da: Danny Keller
- Scritto da: Brent Friedman
- Incipit: «La fiducia è il più grande dei doni ma la si deve guadagnare.»

### Trama
Il Cancelliere Supremo si reca su Naboo per presiedere al "Festival della Luce". Dooku e Cad Bane mettono in atto il piano per il rapimento. Obi-Wan sotto copertura mette fuori gioco tutti i cacciatori di taglie facendo arrestare Cad Bane e Moralo Eval ma Dooku, che aveva intuito l'inganno dei Jedi, attua un secondo piano. Dopo uno scontro tra il Conte Dooku e Anakin, Obi-Wan salva Palpatine mentre il Conte fugge.
- Ascolti USA: telespettatori 1.86 milioni[38]
- Nota: quando il cancelliere dice "non ce l'avrei fatta ancora una volta senza l'eroismo dei jedi" Obi-wan Kenobi risponde "le imprese eroiche sono la nostra specialità", evidente citazione da La vendetta dei sith dove alla frase del cancelliere "non potete sconfiggerlo, è un signore dei sith" Obi-wan risponde "i signori dei sith sono la nostra specialità"

## La vendetta di Dooku
- Titolo originale: Massacre
- Diretto da: Steward Lee
- Scritto da: Katie Lucas
- Incipit: «Ci si deve staccare dal passato per restare aggrappati al futuro.»

### Trama
Asajj Ventress dopo il tradimento del suo apprendista Savage Opress e un periodo di riflessione si reca su Dathomir da Madre Talzin che gli propone di abbandonare la via dei Sith e restare al fianco delle "Sorelle della Notte" per compiere finalmente il suo destino. Dooku manda Grievous sul pianeta per eliminare le streghe. Il generale riesce a vincere la battaglia distruggendo le streghe e salvando così la vita del Conte ma sia Talzin che Ventress riescono a sopravvivere.
- Ascolti USA: telespettatori 1.46 milioni[40]

## Mercenari
- Titolo originale: Bounty
- Diretto da: Kyle Dunlevy
- Scritto da: Katie Lucas
- Incipit: «Quello che cambia non è mai ciò che siamo ma ciò che pensiamo di essere.»

### Trama
Asajj dopo la distruzione del suo clan vaga fino all'orlo esterno dove si unisce ai cacciatori di taglie Bossk, Latts, Dengar e Highsinger sotto le direttive di Boba Fett la cui missione è quella di trasportare, a loro insaputa, Pluma una ragazza rapita a Otua Blank. Krismo suo fratello riesce a mettere fuori gioco tutti i cacciatori di taglie ma Asajj lo sconfigge. Ventress alla fine consegnerà Boba Fett al posto della ragazza, si prenderà la sua parte di ricompensa e prima di rilasciare la ragazza si farà pagare anche dal fratello.
- Ascolti USA: telespettatori 2.07 milioni[42]
- Nota: il casco indossato da Boba richiama in tutto e per tutto un design scartato per il personaggio in origine.

## Fratelli
- Titolo originale: Brothers
- Diretto da: Bosco Ng
- Scritto da: Katie Lucas

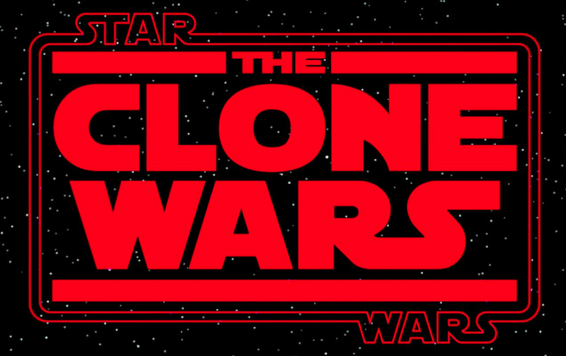
Logo d'apertura rosso introdotto per gli ultimi due episodi della stagione

- Incipit: «Un nemico caduto può risollevarsi, ma quello rassegnato è vinto per sempre.»

### Trama
Savage riesce a trovare suo fratello, Darth Maul, su Lotho Minor. Maul senza gambe, si è costruito delle zampe di ragno, si nutre grazie all'aiuto di un serpente ed è impazzito ed ossessionato dalla vendetta nei confronti di un jedi. Alla fine Yoda avverte Obi-Wan che Maul è ancora vivo.
- Ascolti USA: telespettatori 1.99 milioni[44]

Note
- In questo episodio fa il suo ritorno ufficiale Darth Maul, dopo essere apparso nel film La minaccia fantasma ed essere stato menzionato in due episodi della terza stagione.
- Eccezionalmente per questo episodio e per l'ultimo, è stato usato un logo d'apertura della serie di colore rosso.[43]

## Vendetta
- Titolo originale: Revenge
- Diretto da: Brian Kalin O'Connell
- Scritto da: Katie Lucas
- Incipit: «Il nemico del mio nemico è mio amico.»

### Trama
Savage porta Darth Maul da Madre Talzin su Dathomir che gli restituisce i ricordi e ricostruisce le gambe. Il perfido Darth Maul si reca su Raydonia dove fa una strage di bambini e chiede a Kenobi di raggiungerlo da solo così da poter avere la sua vendetta. Arrivato sul pianeta Obi-Wan viene attaccato dai due fratelli e viene quindi imprigionato e torturato. Kenobi viene tratto in salvo da Asajj Ventress e i due riescono a fuggire.
- Ascolti USA: telespettatori 2.03 milioni[46]

Note
- L'aspetto di Maul in questo episodio viene dai fumetti Old Wounds, che fanno parte dell'Universo espanso.
- Eccezionalmente per questo episodio e per l'episodio precedente, è stato usato un logo d'apertura della serie di colore rosso.